# Palu'e
Palu'e är en ö i Indonesien. Den ligger i provinsen Nusa Tenggara Timur, i den centrala delen av landet, 1 700 km öster om huvudstaden Jakarta. Arean är 40 kvadratkilometer.
Terrängen på Palu'e är kuperad. Öns högsta punkt är 860 meter över havet. Den sträcker sig 6,9 kilometer i nord-sydlig riktning, och 7,8 kilometer i öst-västlig riktning. I omgivningarna runt Palu'e växer i huvudsak städsegrön lövskog.